# Sakfara
Sakfara (nep. साकफारा) – gaun wikas samiti we wschodniej części Nepalu w strefie Meći w dystrykcie Ilam. Według nepalskiego spisu powszechnego z 2001 roku liczył on 631 gospodarstw domowych i 3604 mieszkańców (1868 kobiet i 1736 mężczyzn).